# Gummi
Gummi — простой в использовании LaTeX редактор для платформы Linux/GTK+, реализованный как свободное программное обеспечение. Разработан таким образом, что позволяет упростить процесс адаптации к языку разметки Latex. Gummi старается соответствовать стандартам среды GNOME, но будет работать в любой Linux-среде, предоставляющей GTK+ toolkit.

## Свойства
- обновляющаяся PDF-панель предварительного просмотра
- подсветка синтаксиса
- поддержка BibTeX
- Автомасштабирование
- Экспорт в PDF
- Простой интерфейс вставки изображений, таблиц и матриц
- Набор TeX-шаблонов
- Конфигурация

## Внешние ссылки
- gummi.app — официальный сайт Gummi
- Gnomefiles entry
- GTK-Apps.org entry